# Kinderlied

Beispiel eines Kinderliederbuchs (Cover)

Das Kinderlied ist ein einfaches Lied mit kindgemäßem, leichtfasslichem Text und eingängiger Melodie. Kinderlieder gibt es für jede Altersstufe, sowohl in diatonischer als auch in pentatonischer Form.
Kriterien für ein Kinderlied sind ein kindgemäßer Text und eine dem Text angemessene Melodie, die in ihrem Tonumfang den Stimmumfang des Kindes nicht überfordert. Außerdem sollte das Lied in einer der Stimmlage des Kindes entsprechenden Tonart gesetzt sein.
In der Volkskunde versteht man unter „Kinderliedern“ zuweilen auch Kinderreime.

## Geschichte

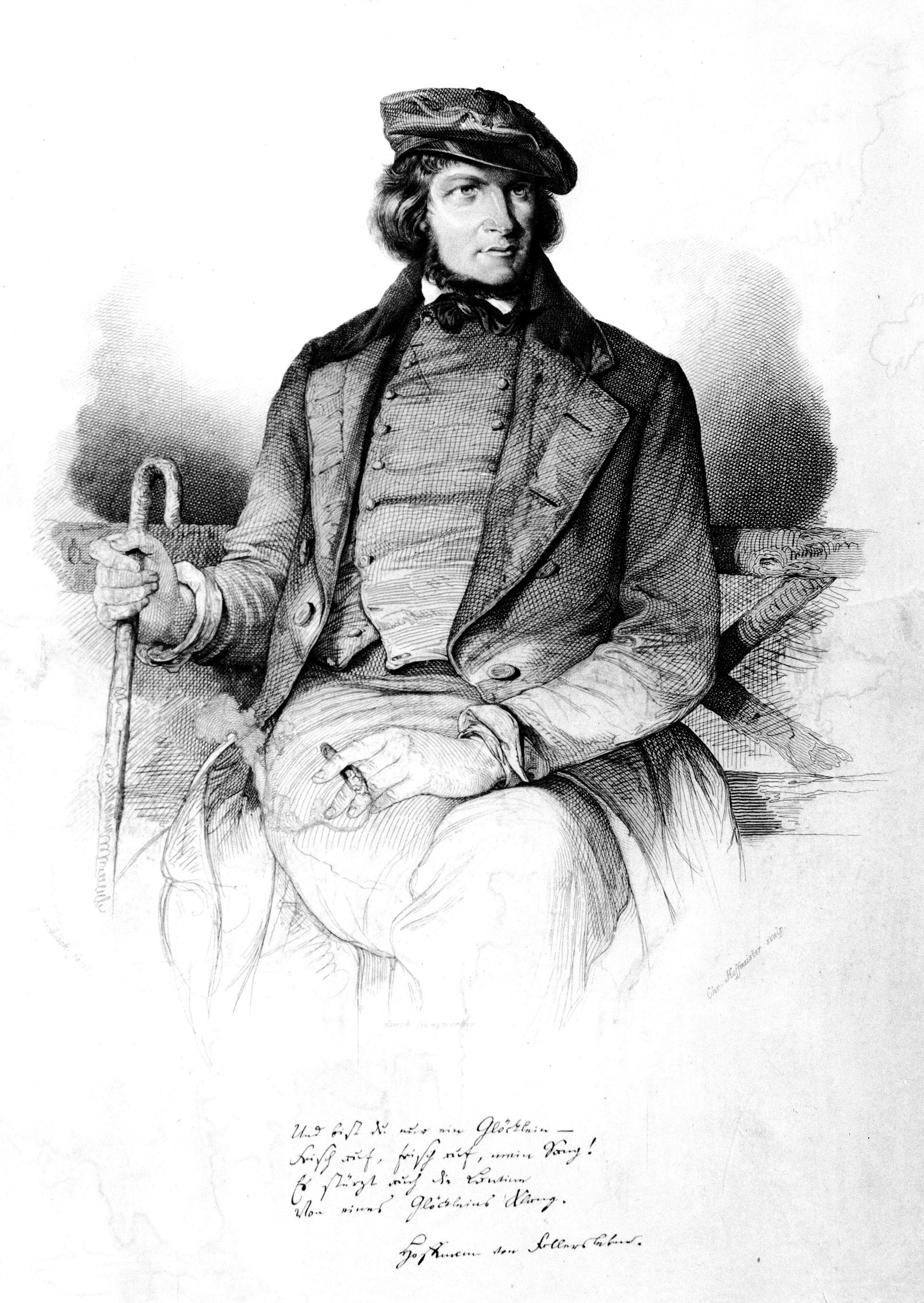
Heinrich Hoffmann v. Fallersleben

Fast alle der allgemein in Deutschland bekannten Kinderlieder stammen aus dem 19. Jahrhundert. Allein Heinrich Hoffmann von Fallersleben (1798–1874) schrieb die Texte zu rund 500 Kinderliedern. Auch Ernst Anschütz (Fuchs, du hast die Gans gestohlen von 1824) und der Pädagoge Friedrich Fröbel (Häschen in der Grube von 1840) schrieben bekannte Kinderlieder.
Von den sehr alten Kinderliedern sind noch einige in Carl Orffs Musik für Kinder (Orff-Schulwerk) und in alten Liederbüchern (Deutsches Volksliedarchiv oder Des Knaben Wunderhorn von Ludwig Achim von Arnim und Clemens Brentano) zu finden. In den 1950er und 1960er Jahren widmete der Komponist Hans Poser einen großen Teil seines Schaffens dem Kinderlied und komponierte zahlreiche bekannte Lieder wie beispielsweise Ein Ele-Zwele-Trelefant und Märchenlieder. Seit den 1970er Jahren kamen neue Lieder, zum Beispiel von Margarete Jehn & Wolfgang Jehn, Rolf Zuckowski oder Detlev Jöcker, hinzu. Im Zuge der Globalisierung sind auch viele Kinderlieder aus aller Welt in Deutschland dazugekommen.

### 1970er bis 1990er
In der Zeit von 1968 bis 1984 etwa liefen mehrere Richtungen zum Thema Musik für Kinder nebeneinanderher:
- Texter und Komponisten waren mit ihrer Musik für Kinder längst neue Wege gegangen; es entstanden viele neue Lieder für Kinder. Die neuen Kompositionen wurden oft im Rundfunk produziert und über Schul- und Kinderfunk verbreitet.

Den Begriff Kinderliedermacher kannte man noch nicht.
- 1968 erschien die Erprobungsfassung des „Curriculums Musikalischer Früherziehung“ beim Verband deutscher Musikschulen und wurde ab 1970 in großer Verbreitung an vielen Musikschulen eingeführt. 1974 etablierte sich die überarbeitete Fassung mit dem Titel „Musikalische Früherziehung“. Eine gleichnamige Kindergartenfassung hatte keinen dauerhaften Erfolg. Pentatonische Melodien standen im Mittelpunkt dieses Programms – Kinderlieder, die sich diesem Tonraum widersetzten, wurden ausgelassen.[3]

- Viele Verlage in Westdeutschland publizierten nach 1968 Noten und Schallplatten, deren Zielgruppe Menschen der 68er-Bewegung waren. Der Pläne-Verlag zum Beispiel veröffentlichte 1973 realitätsbezogene (teils politische) Kinderlieder vom Sängerpaar Christiane und Fredrik; der Rowohlt-Verlag veröffentlichte in seiner Reihe rororotfuchs neue Lieder, Lyrik und Prosa für Kinder und Jugendliche.
- es gab Versuche mit Klangexperimenten im Kindergarten (z. B. Margrit Küntzel-Hansen, Mauricio Kagel mit einem Projekt beim WDR).

### Die Wende
Seit Beginn der 1990er Jahre trennten sich viele Verlage von ihren teils langjährigen Autoren und stellten ihr Programm ein. Ganze Kindermusikreihen, wie zum Beispiel Der Kinderchor, herausgegeben von Günther Kretzschmar bei SCM Hänssler, wurden an andere Verlage verkauft und verschwanden. An ihre Stelle traten neue Kinderliedermacher mit ihren Produktionen.
Die Hörfunksender bauten nach und nach ihre Kinderprogramme um. Der Schulfunk verschwand bei einigen Sendern ganz aus dem Programm, der Kinderfunk wurde reduziert. Damit gingen auch die großen Kinderhörspiele zurück. Stattdessen verbreiten Radiosender ihre verbliebenen Bildungssendungen heute auch als Podcast.

### Heute
Einige Rundfunkanstalten pflegen das Kinderlied ausdrücklich. Im Hörfunk und als Podcast werden Versionen mit Gesang sowie instrumental zum Mitsingen angeboten.